# Корсера
Корсера (на английски: Coursera, произнася се [корсѐра]) е електронна образователна интерактивна платформа в Интернет, предлагаща свободно достъпни онлайн курсове на обучение. Корсера е създадена от професорите по компютърни науки Андрю Нг и Дафни Колър от Станфордския университет. Проектът се осъществява съвместно с университети от целия свят, сред които няколко топ университета от Бръшляновата лига. Курсовете, предлагани в Корсера, са от различни области на науката, повечето от които от инженерство, хуманитарни науки, медицина, биология, социални науки, математика, бизнес, компютърни науки и др.

## Обща информация
Корсера е онлайн платформа, предлагаща така наречените MOOCs (Massive Open Online Courses), основана от професорите по компютърни технологии Андрю Нг и Дафни Колър от Stanford University. Корсера работи с университети, правейки част от курсовете им достъпни онлайн. Предлага курсове по физика, инженерство, медицина, архитектура, бизнес, биология, хуманитарни науки, компютърни технологии и други области. На 17 декември 2013 година Корсера предлага мобилни приложения за iOS и Android.

## Бизнес модел
Договорът между Корсера и участващите университети включва „брейнсторминг“ списък с начини за докарване на приходи, включително такси за сертификати, за запознаване на курсисти с потенциални работодатели и наемащи (така наречените „recruiters“), специални обучения, спонсорство и други.
През септември 2013 г. сайтът обяви, че е направил първия си милион долара приходи само от верифицирани сертификати, които доказват успешното завършване на даден курс.
Университетите получават малка част (%) от получените общи приходи.
През януари 2013 г. Корсера обяви, че 5 от курсовете им са одобрени за даване на университетски кредити, но от самите университети зависи, дали ще приемат тези кредити.
Петте курса, които са препоръчани на институциите за даване на университетски кредити са:
- Algebra от Калифорнийския университет, Ървайн
- Pre-Calculus, от Калифорнийския университет, Ървайн
- Introduction to Genetics and Evolution от Университет Дюк
- Bioelectricity: A Quantitative Approach от Университет Дюк
- Calculus: Single Variable от Пенсилванския университет

Корсера ще предлага и защитени изпити на края на всеки един от тези курсове чрез ProctorU, онлайн система, която позволява свързването на университетските проктори и студентите чрез уеб камера. Услугата ще струва между 60 и 90 долара.

## Курсове
Сайтът предлага безплатни онлайн курсове, включващи хуманитарни науки, медицина, математика, бизнес, IT и други. Всеки курс включва определен брой кратки видео лекции по различни теми и задачи за седмицата, които трябва да се изпълнят, както и предложения за допълнителни четения. Времето за работа и дължината на лекциите на седмица варират за различните курсове. Оценяването се извършва чрез онлайн тестове. За задачи, които не могат да бъдат оценени по технически начин има система за оценяване от студенти, където курсистите могат да оценяват работите си взаимно.
Сайтът предлага уеб форуми за дискусии, където курсистите могат да коментират темите на курсовете помежду си, както и с лектори и преподаватели. Някои от курсистите си уреждат събирания на живо за учене по групи, чрез meetup.com, а понякога организират и онлайн събирания. Политиката на Корсера обаче строго забранява копирането на отговори при тестовете и задачите, затова в дискусиите не бива да се обменят отговори, а по-скоро трябва да служат за дебати и допълнителни разяснения на темите.
Coursera също така предлага образователни курсове в партньорство с университети. Например, платформата е партньор на ХЕК Париж за Executive Master innovation & entrepreneurship. 100% онлайн, тази програма има за цел да обучи висши ръководители, специализирани в тези две области за 18 месеца. Открит е през март 2017 г.

## История
- Корсера е основана през 2012 от професорите по компютърни науки Андрю Нг и Дафни Колър от Станфордския университет.
- През есента на 2012 година сайтът предлага повече от 100 безплатни курса.
- През октомври 2014 Корсера достига 839 курса и 10 милиона потребители.
- През май 2015 Корсера има над 1000 курса от 119 образователни институции и 13 милиона потребители от 190 държави.
- През 2019 Корсера придобива българо-американския стартъп Rhyme Softworks, около който възнамерява да създаде технологичен развоен център. [4]

## Партньори
През 2012 година Корсера започва работа със Станфордския университет, Принстън, Мичиганския Университет, както и с Пенсилванския университет. През юли 2012 са добавени още 12 партньора, последвани от още 17 през септември същата година. През февруари 2013 сайтът обяви още 29 университета за партньори. Към 2014 общият брой на партниращи институции е 107.